# Monchy-Lagache
Monchy-Lagache es una comuna francesa situada en el departamento de Somme, en la región de Alta Francia.

## Demografía
| 667 | 651 | 752 | 810 | 785 | 740 | 593 |
| Para los censos de 1962 a 1999 la población legal corresponde a la población sin duplicidades (Fuente: INSEE [Consultar]) |     |     |     |     |     |     |